# Швеція на зимових Олімпійських іграх 1924
Швеція брала участь у Зимових Олімпійських іграх 1924 року у Шамоні (Франція) уперше за свою історію, і завоювала одну золоту і одну срібну медалі. Збірну країни представляли 31 спортсменів (всі чоловіки) у 7 видах спорту. Прапороносцем на церемоніях відкриття та закриття Олімпійських ігор був хокеїст Рубен Аллінгер.

## Медалісти
| Медаль | Призери | Вид спорту      | Дисципліна |
| ------ | --- | --------------- | ---------- |
| Золото | Їлліс Графстрем | Фігурне катання | чоловіки   |
| Срібло | Юган Петтер Олен Карл Аугуст Крунлунд Туре Едлунд Карл Вільгельм Петерсен Карл-Аксель Петтерссон Ерік Северін Карл-Ерік Вальберг Віктор Веттерстрем | Керлінг         |            |

## Керлінг
Чоловіки

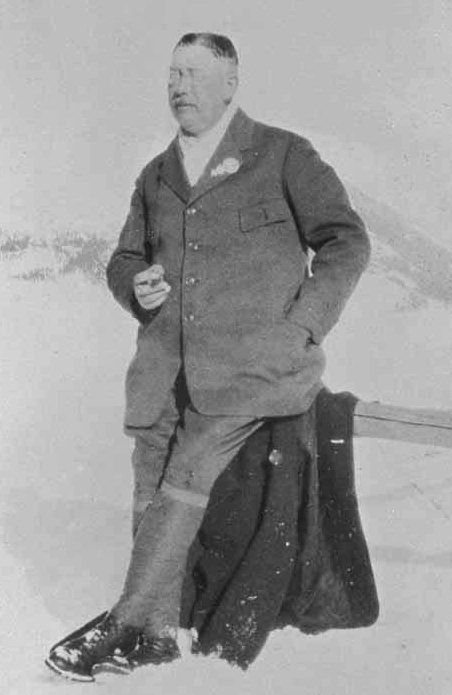
Юган Петтер Олен під час Олімпіади

Швецію представляли дві окремі команди
| Команда         | Ігри | Перемога | Поразка | PF | PA | PTS |
| --------------- | ---- | -------- | ------- | -- | -- | --- |
| Велика Британія | 2    | 2        | 0       | 84 | 11 | 4   |
| \| Швеція       | 2    | 1        | 1       | 25 | 48 | 2   |
| Франція         | 2    | 0        | 2       | 14 | 64 | 0   |

| Команда 1       | Рахунок | Команда 2   |
| --------------- | ------- | ----------- |
| Швеція (I)      | 18-10   | Франція     |
| Велика Британія | 38-7    | Швеція (II) |

| Позиція | Гравець                 |
| ------- | ----------------------- |
| скіп    | Карл Вільгельм Петерсен |
|         | Карл Аугуст Крунлунд    |
| скіп    | Юган Петтер Олен        |
|         | Туре Едлунд             |
|         | Карл Аксель Петтерссон  |
|         | Ерік Северін            |
|         | Карл-Ерік Вальберг      |
|         | Віктор Веттерстрем      |

## Ковзанярський спорт
Чоловіки
| Змагання | Спортсмен        | Підсумок | Підсумок |
| Змагання | Спортсмен        | Час      | Місце    |
| -------- | ---------------- | -------- | -------- |
| 500 м    | Аксель Бломквіст | 45.2     | 6        |
| 500 м    | Ерік Бломгрен    | 46.6     | 11       |
| 1500 м   | Аксель Бломквіст | 2:36.4   | 13       |
| 5000 м   | Ерік Бломгрен    | 9:41.6   | 12       |
| 5000 м   | Аксель Бломквіст | 9:48.8   | 15       |

Класичне багатоборство  

Дистанції: 500м; 1000м; 5000м та 10,000м.
| Спортсмен        | До дистанції 1 | До дистанції 1 | До дистанції 1 | До дистанції 2 | До дистанції 2 | До дистанції 2 | До дистанції 3 | До дистанції 3 | До дистанції 3 | Підсумок | Підсумок | Підсумок |
| Спортсмен        | Бали           | Очки           | Місце          | Бали           | Очки           | Місце          | Бали           | Очки           | Місце          | Бали     | Очки     | Місце    |
| ---------------- | -------------- | -------------- | -------------- | -------------- | -------------- | -------------- | -------------- | -------------- | -------------- | -------- | -------- | -------- |
| Аксель Бломквіст | 3              | 45.20          | 3              | 12             | 104.08         | 6              | 18             | 156.21         | 6              | DNF      | DNF      | DNF      |
| Ерік Бломгрен    | 7              | 46.60          | 7              | 14             | 102.06         | 7              | DNF            | DNF            | DNF            | DNF      | DNF      | DNF      |

## Лижне двоборств
Чоловіки
| Спортсмен              | Стрибки з трампліна | Стрибки з трампліна | Стрибки з трампліна | Стрибки з трампліна | Лижні перегони | Лижні перегони | Лижні перегони | Всього | Всього |
| Спортсмен              | Стрибок 1           | Стрибок 2           | Всього балів        | Місце               | Час            | Бали           | Місце          | Бали   | Місце  |
| ---------------------- | ------------------- | ------------------- | ------------------- | ------------------- | -------------- | -------------- | -------------- | ------ | ------ |
| Аксель-Герман Нільссон | 42.5                | 40.5                | 16.500              | 7                   | 1'31:17        | 11.625         | 6              | 14.063 | 5      |
| Менотті Якобссон       | 42.5                | 41.0                | 16.895              | 4                   | 1'37:10        | 8.750          | 15             | 12.823 | 8      |
| Нільс Лінд             | –                   | –                   | –                   | –                   | 1'43:58        | 5.375          | 21             | DNF    | –      |

## Лижні перегони
Чоловіки
| Змагання | Спортсмен        | Підсумки  | Підсумки |
| Змагання | Спортсмен        | Час       | Місце    |
| -------- | ---------------- | --------- | -------- |
| 18 км    | Пер-Ерік Гедлунд | 1'17:49.0 | 6        |
| 18 км    | Еліс Сандін      | 1'19:24.0 | 8        |
| 18 км    | Торкель Перссон  | 1'19:29.8 | 9        |
| 18 км    | Ерік Віннберг    | 1'20:29.4 | 10       |
| 50 км    | Торкель Перссон  | 4'05:59   | 5        |
| 50 км    | Ернст Альм       | 4'06:31   | 6        |
| 50 км    | Оскар Ліндберг   | 4'07:44   | 8        |
| 50 км    | Пер-Ерік Гедлунд | DNF       | –        |

## Стрибки з трампліна

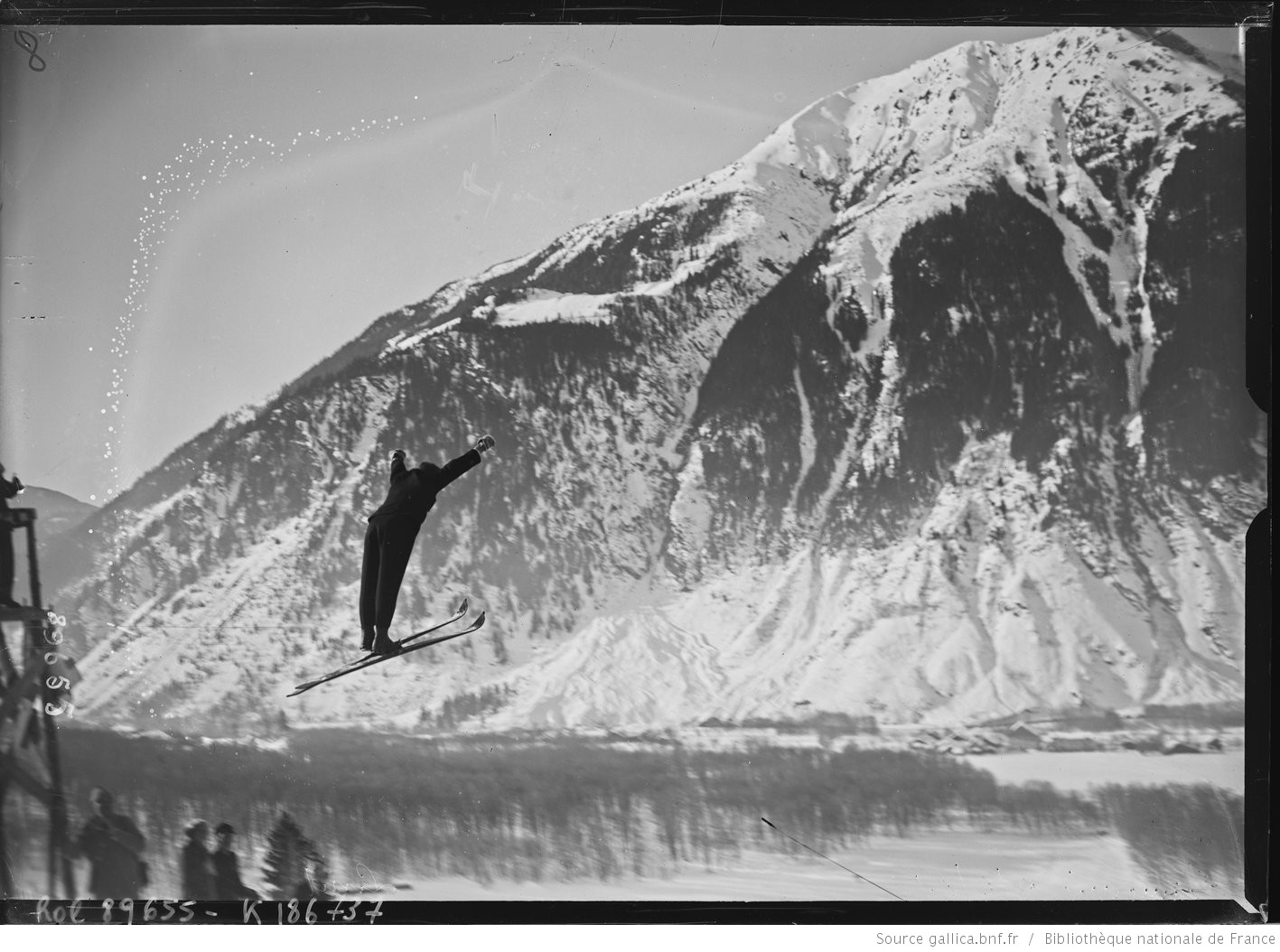
Нільс Лінд під час Олімпіади

Чоловіки
| Спортсмен              | Стрибок 1 | Стрибок 1 | Стрибок 1 | Стрибок 2 | Стрибок 2 | Стрибок 2 | Підсумок | Підсумок |
| Спортсмен              | Відстань  | Бали      | Місце     | Відстань  | Бали      | Місце     | Бали     | Місце    |
| ---------------------- | --------- | --------- | --------- | --------- | --------- | --------- | -------- | -------- |
| Аксель-Герман Нільссон | 42.5      | 16.960    | 7         | 44.0      | 17.333    | 6         | 17.147   | 6        |
| Менотті Якобссон       | 43.0      | 17.167    | 5         | 42.0      | 17.000    | 8         | 17.083   | 7        |
| Нільс Лінд             | 41.0      | 16.667    | 9         | 41.5      | 16.808    | 10        | 16.738   | 9        |
| Нільс Сунд             | 41.5      | 16.293    | 12        | 41.0      | 16.500    | 11        | 16.397   | 12       |

## Хокей
Чоловіки

### Група А
Дві кращі команди виходять до фінального раунду
| Команда        | Ігор | Перемоги | Поразки | Забито | Пропущено |
| -------------- | ---- | -------- | ------- | ------ | --------- |
| Канада         | 3    | 3        | 0       | 85     | 0         |
| Швеція         | 3    | 2        | 1       | 18     | 25        |
| Чехословаччина | 3    | 1        | 2       | 14     | 41        |
| Швейцарія      | 3    | 0        | 3       | 2      | 53        |

| 28 січня | Швеція | 9:0 (3:0,3:0,3:0)   | Швейцарія      |
| 29 січня | Канада | 22:0 (5:0,7:0,10:0) | Швеція         |
| 31 січня | Швеція | 9:3 (5:1,1:1,3:1)   | Чехословаччина |

### Фінальний раунд
Результати попереднього раунду (Канада-Швеція та США-Велика Британія) були перенесені у фінальний раунд.
| Команда         | Ігор | Перемоги | Поразки | Забито | Пропущено |
| --------------- | ---- | -------- | ------- | ------ | --------- |
| Канада          | 3    | 3        | 0       | 47     | 3         |
| США             | 3    | 2        | 1       | 32     | 6         |
| Велика Британія | 3    | 1        | 2       | 6      | 33        |
| Швеція (4те)    | 3    | 0        | 3       | 3      | 46        |

| 1 лютого | США             | 20:0 (5:0,7:0,8:0) | Швеція |
| 2 лютого | Велика Британія | 4:3 (0:1,2:2,2:0)  | Швеція |

| 4те | Швеція (SWE) |
|     | Рубен Аллінгер (Юргорден) Вільгельм Арве (Юргорден) Ерік Бурман (Йота) Біргер Голмквіст (Йота) Густаф Юханссон (Йота) Гельге Юхансон (Юргорден) Карл Юсефссон (Накка СК) Ернст Карлберг (Юргорден) Нільс Моландер (Берлінер СК) Ейнар Олссон (Йота) |

## Фігурне катання

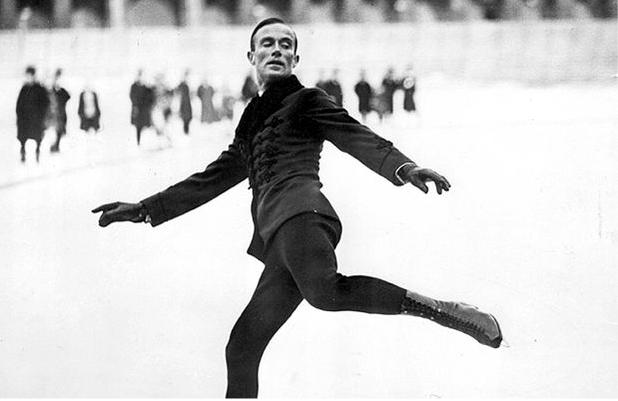
Олімпійський чемпіон Їлліс Графстрем

Чоловіки
| Спортсмен       | Змагання                  | Бали   | Сума Позицій | Місце |
| --------------- | ------------------------- | ------ | ------------ | ----- |
| Їлліс Графстрем | Чоловіче одиночне катання | 367.89 | 10           | 1     |